# Primrose Path
Primrose Path è un album di Jimmy Knepper e del sassofonista Bobby Wellins, pubblicato dalla Hep Records nel 1980. 

## Tracce
Lato A
1. Primrose Path – 12:37 (Jimmy Knepper)
2. What Is There to Say? – 4:53 (Vernon Duke, E.Y. Harburg)
3. Song for Keith – 3:02 (Pete Jacobsen)

Durata totale: 20:32
Lato B
1. Gnome on the Range – 8:44 (Jimmy Knepper)
2. Round About Midnight – 6:08 (Thelonious Monk, Cootie Williams, Bernie Hanighen)
3. Latterday Saint – 7:16 (Jimmy Knepper)

Durata totale: 22:08

## Musicisti
- Jimmy Knepper - trombone
- Bobby Wellins - sassofono tenore
- Pete Jacobsen - pianoforte
- Dave Green - contrabbasso
- Ron Parry - batteria